# Cnecidophora
Cnecidophora là một chi bướm đêm thuộc họ Tortricidae.

## Các loài
- Cnecidophora ochroptila (Meyrick, 1910)